# Personaggi di Saint Seiya - I Cavalieri dello zodiaco

Atena e i suoi Cavalieri

In questa pagina sono elencati i principali personaggi del manga e anime I Cavalieri dello zodiaco e I Cavalieri dello zodiaco - Saint Seiya - Hades.
Per ogni tipologia di cavalieri sono indicati il nome della edizione italiana nell'anime e, tra parentesi in corsivo, nel manga, mentre per ogni personaggio sono indicati i nomi dell'edizione italiana (nell'anime e nel manga), il nome originale giapponese con la traslitterazione ed eventuali altre note caratteristiche (per esempio la costellazione di riferimento).

## Divinità
In questa sezione sono raggruppate tutte le divinità che compaiono nella serie.
| Nome nell'anime          | Nome nel manga          | Nome originale                                               | Divinità | Apparizioni                                                        |
| ------------------------ | ----------------------- | ------------------------------------------------------------ | --- | ------------------------------------------------------------------ |
| Atena (Lady Isabel)      | Atena (Saori Kido)      | 城戸沙織(女神アテナ) (Kido Saori (Megami Atena))             | Dea della guerra e della sapienza                                                                                      | Manga originale, serie animata, lungometraggi, OAV, Next Dimension |
| Nettuno (Julian Kedives) | Poseidone (Julian Solo) | 海王ポセイドン (Kaiō Poseidon) ジュリアン・ソロ(Jurian soro) | Dio del mare | Manga originale, serie animata                                     |
| Ade                      | Hades                   | 冥王ハーデス (Meiō Hades)                                    | Dio degli inferi | Manga originale, OAV, Next Dimension                               |
| Odino                    | -                       | オーディーン (Ōdīn)                                          | Padre e signore degli Aesir                                                                                            | serie animata (solo voce fuori campo)                              |
| Hypnos                   | Hypnos                  | 眠りを司る神 ヒュプノス (Nemuri Otsukasadoru Kami Hyupunosu) | Dio che governa il sonno                                                                                               | Manga originale, OAV                                               |
| Thanatos                 | Thanatos                | 死を司る神 タナトス (Shi Otsukasadoru Kami Tanatosu)         | Dio responsabile della morte                                                                                           | Manga originale, OAV                                               |
| Ker                      | Dea Ker                 | カーだ、邪悪な女神。                                         | Dea personificazione del destino dei guerrieri, è indicata come una divinità malvagia. È sorella di Thanatos e Hypnos. | Manga originale Saint Seiya Final Edition                          |

Talvolta nel manga viene nominato il padre degli Dei Zeus (nell'anime principalmente usando il nome romano, Giove, il quale è apparso in alcune sequenze). Nel primo capitolo del manga si fa anche riferimento al dio della guerra  Ares e anche al Dio della religione cristiana. In un volume del manga viene nominato anche un dio cinese chiamato Dio Dragone. 
Nel penultimo volume del manga vengono nominati anche Uranus, il dio del cielo notturno, e Cupido, il dio dell'amore. Nell'enciclopedia Taizen di Saint Seiya vi è un disegno di Kurumada che raffigura Zeus.
Ker, appare nei capitoli speciali di Saint Seiya Origini di Masami Kurumada contenuti nell'ultima edizione del manga di Saint Seiya, la Saint Seiya Final Edition. La Dea Ker è la personificazione del destino dei guerrieri, sorella di Thanotos e Hypnos, ed è la causa dello spirito maligno presente nel corpo di Saga dei Gemelli. Viene menzionata come essere una divinità malvagia. Infatti ci viene mostrato che è stata lei ha inserire nel corpo di Saga, quando era neonato, uno spirito malvagio.

## Cavalieri di Atena (Saint di Atena)

### Cavalieri d'oro (Gold Saint)
I Cavalieri d'oro sono la casta più elevata dei guerrieri della dea Atena. Le loro armature sono d'oro e si ispirano alle dodici costellazioni dello zodiaco.
Sono inclusi anche il Grande Sacerdote Sion (precedentemente Cavaliere dell'Ariete, comparso nella saga di Hades) e Kanon (fratello gemello di Saga, generale di Poseidon e successivamente succeduto al fratello come Cavaliere di Gemini).
| Nome nell'anime                   | Nome nel manga        | Nome originale                                                        | Costellazione |
| --------------------------------- | --------------------- | --------------------------------------------------------------------- | ------------- |
| Shion                             | Grande Sacerdote Sion | 先代・牡羊座(アリエス)のシオン (Sendai- Ohitsujiza (Ariesu) no Shion) | Ariete        |
| Mur                               | Mu dell'Ariete        | 牡羊座(アリエス)のムウ (Ohitsujiza (Ariesu) no Mū)                    | Ariete        |
| Toro                              | Aldebaran del Toro    | 牡牛座(タウラス)のアルデバラン (Oushiza (Taurasu) no Arudebaran)      | Toro          |
| Gemini                            | Saga dei Gemelli      | 双子座(ジェミニ)のサガ (Futagoza (Jemini) no Saga)                    | Gemelli       |
| Kanon                             | Kanon dei Gemelli     | 双子座(ジェミニ)のカノン (Futagoza (Jemini) no Kanon)                 | Gemelli       |
| Cancer                            | Death Mask del Cancro | 蟹座(キャンサー)のデスマスク (Kaniza (Kyansā) no Desu Masuku)         | Cancro        |
| Ioria                             | Aiolia del Leone      | 獅子座(レオ)のアイオリア (Shishiza (Reo) no Aioria)                   | Leone         |
| Virgo                             | Shaka della Vergine   | 乙女座(バルゴ)のシャカ (Otomeza (Barugo) no Shaka)                    | Vergine       |
| Maestro dei Cinque Picchi (Dohko) | Dohko della Bilancia  | 天秤座(ライブラ)の童虎 (Tenbinza (Raibura) no Doko)                   | Bilancia      |
| Scorpio                           | Milo dello Scorpione  | 蠍座(スコーピオン)のミロ (Sasoriza (Sukōpion) no Miro)                | Scorpione     |
| Micene di Sagitter                | Aiolos del Sagittario | 射手座(サジタリアス)のアイオロス (Iteza (Sajitariasu) no Aiorosu)     | Sagittario    |
| Capricorn                         | Shura del Capricorno  | 山羊座(カプリコーン)のシュラ (Yagiza (Kapurikōn) no Shura)            | Capricorno    |
| Aquarius                          | Camus dell'Acquario   | 水瓶座(アクエリアス)のカミュ (Mizugameza (Akueriasu) no Kamyu)        | Aquario       |
| Fish                              | Aphrodite dei Pesci   | 魚座(ピスケス)のアフロディーテ (Uoza (Pisukesu) no Afurodīte)         | Pesci         |

### Cavalieri d'argento (Silver Saint)
I Cavalieri d'argento sono la casta intermedia dei guerrieri della dea Atena.
| Nome nell'anime  | Nome nel manga                | Nome originale | Traduzione letterale        | Costellazione                             |
| ---------------- | ----------------------------- | --- | --------------------------- | ----------------------------------------- |
| Castalia         | Marin dell'Aquila             | 鷲星座(イーグル)の魔鈴 (Washiseiza (Īguru) no Marin)                                                                         | Marin dell'Aquila           | Aquila                                    |
| Tisifone         | Shaina dell'Ofiuco            | 蛇遣い星座(オピュクス)のシャイナ (Hebidzukaiseiza (Opyukusu) no Shaina)                                                      | Shaina del Serpentario      | Serpentario                               |
| Eris             | Misty della Lucertola         | 蜥蜴星座のミスティ (Tokage seiza no Misuti)                                                                                  | Misty della Lucertola       | Lucertola                                 |
| Babel            | Babel del Centauro            | ケンタウルス星座のバベル (Kentaurusu seiza no Baberu)                                                                        | Babel del Centauro          | Centauro                                  |
| Moses            | Moses della Balena            | 白鯨星座のモーゼス (Hakugei seiza no Mōzesu)                                                                                 | Moses della Balena          | Balena                                    |
| Asterione        | Asterion del Cane da caccia   | 猟犬星座のアステリオン (Ryōken seiza no Asuterion)                                                                           | Asterion dei Cani da Caccia | Cani da Caccia                            |
| Damian           | Jamian del Corvo              | 烏星座のジャミアン (Karasu seiza no Jamian)                                                                                  | Jamian del Corvo            | Corvo                                     |
| Vesta di Cerbero | Dante di Cerbero              | 地獄の番犬星座のダンテ (Jigoku no Banken seiza no Dante)                                                                     | Dante di Cerbero            | Cerbero (costellazione non più esistente) |
| Agape di Auriga  | Capella dell'Auriga/Cocchiere | 御者星座のカペラ (Gyosha seiza no Kapera)                                                                                    | Capella dell'Auriga         | Auriga                                    |
| Argor di Perseo  | Algol di Perseo               | ペルセウス星座のアルゴル (Peruseusu seiza no Arugoru)                                                                        | al-Gol di Perseo            | Perseo                                    |
| Argetti          | Argeti di Eracle              | ヘラクレス星座のアルゲティ (Herakuresu seiza no Arugeti)                                                                     | al-Geti di Eracle           | Ercole                                    |
| Dedalus          | Dio della Mosca               | 銀蝿星座のディオ (Ginhae seiza no Dio)                                                                                       | Dio della Mosca             | Mosca                                     |
| Orione           | Sirius del Cane maggiore      | 巨犬星座のシリウス (Ōinu seiza no Shiriusu)                                                                                  | Sirio del Cane Maggiore     | Cane Maggiore                             |
| Betelgeuse       | Tramy della Freccia           | 矢星座のトレミー (Ya seiza no Toremī)                                                                                        | Tolomeo della Freccia       | Freccia                                   |
| Albione          | Daidaros di Cefeo             | manga: ケフェウス星座のダイダロス (Kefeusu seiza no Daidarosu) anime: ケフェウス星座のアルビオレ (Kefeusu seiza no Arubiore) | Dedalo di Cefeo             | Cefeo                                     |
| Orpheo           | Orfeo della Lira              | 琴星座(ライラ)のオルフェ (Koto seiza (Raira) no Orufe)                                                                       | Orfeo della Lira            | Lira                                      |

### Cavalieri di bronzo (Bronze Saint)
I Cavalieri di bronzo sono la casta più bassa dei guerrieri della dea Atena. Tra questi i più coraggiosi e valenti sono i cinque protagonisti dell'intera saga. Nei capitoli finali le loro semplici armature di bronzo (Bronze Cloth) si trasformeranno in armature divine (God Cloth), confermando che il loro valore è addirittura superiore a quello dei Cavalieri d'Oro.
| Nome nell'anime  | Nome nel manga      | Nome originale                                                 | Costellazione |
| ---------------- | ------------------- | -------------------------------------------------------------- | ------------- |
| Pegasus          | Seiya di Pegasus    | 天馬星座(ペガサス)の星矢 (Tenmaseiza (Pegasasu) no Seiya)      | Pegaso        |
| Sirio il Dragone | Shiryu di Dragon    | 龍星座(ドラゴン)の紫龍 (Ryūseiza (Doragon) no Shiryū)          | Dragone       |
| Cristal il Cigno | Hyoga di Cygnus     | 白鳥星座(キグナス)の氷河 (Shiratoriseiza (Kigunasu) no Hyōga)  | Cigno         |
| Andromeda        | Shun di Andromeda   | 仙女星座(アンドロメダ)の瞬 (Sennyoseiza (Andoromeda) no Shun)  | Andromeda     |
| Phoenix          | Ikki di Phoenix     | 鳳凰星座(フエニックス)の一輝 (Hōōseiza (Fenikkusu) no Ikki)    | Fenice        |
| Asher            | Jabu dell'Unicorno  | 一角獣星座(ユニコーン)の邪武 (Ikkakujūseiza (Yunikōn) no Yabu) | Unicorno      |
| Aspides          | Ichi dell'Idra      | 海ヘビ星座(ヒドラ)の市 (Umihebiseiza (Hidora) no Ichi)         | Idra          |
| Ban              | Ban di Lionet       | 子獅子星座の蛮 (Kojishi seiza no Ban)                          | Leone Minore  |
| Black il Lupo    | Nachi del Lupo      | 狼星座の那智 (Ōkami seiza no Nachi)                            | Lupo          |
| Gerki            | Geki dell'Orsa      | 大熊星座の檄 (Ōkuma seiza no Geki)                             | Orsa Maggiore |
| Nemes            | June del Camaleonte | カメレオン星座のジュネ (Kamereon seiza no June)                | Camaleonte    |

### Cavalieri introdotti solo nella serie animata
In questa sezione sono elencati tutti gli altri Cavalieri introdotti solo nella serie animata. Alcuni non appartengono ad alcuna casta o non fanno riferimento ad alcuna costellazione, difatti vengono indicati come Sonota Saint (其他聖闘士? lett. Altri Saint). I libretti dei blu-ray della serie usciti nel 2014 hanno fatto chiarezza, nominando ufficialmente Silver Saint soltanto Shiva del Pavone, Agorà del Loto e Aracne della Tarantola, che però viene indicato come privo di costellazione. Da essi vanno tuttavia tenuti distinti i tre Cavalieri d'acciaio che combattono al fianco dei Cavalieri di Bronzo utilizzando delle armature tecnologiche costruite dal professor Asamori. A ogni armatura è associato un elemento.
| Nome nell'anime        | Nome originale                                             | Casta                           | Costellazione |
| ---------------------- | ---------------------------------------------------------- | ------------------------------- | ------------- |
| Aracne                 | 蜘蛛星座のアラクネ (Kumo seiza no Arakune) Arachne         | Cavaliere d'argento             | Sconosciuta   |
| Cavaliere della Fiamma | 炎熱 聖闘士 (Ennetsu Seinto) Incendiary Saint              | Sonota Saint/Shisei Saint       | Nessuna       |
| Docrates               | ドクラテス (Dokuratesu) Docrates                           | Sonota Saint/Shisei Saint       | Nessuna       |
| Loto                   | 蓮星座のアゴラ (Hasu seiza no Agora) Agora del Loto        | Cavaliere d'argento             | Loto          |
| Maestro dei ghiacci    | クリスタルセイント (Kurisutaru Seinto) Crystal Saint       | Sonota Saint/Cavaliere ritirato | Nessuna       |
| Pavone                 | 孔雀星座のシヴァ (Kujaku seiza no Shivua) Shiva del Pavone | Cavaliere d'argento             | Pavone        |
| Reda                   | レダ (Reda) Reda                                           | Sconosciuta                     | Nessuna       |
| Salzius                | スピカ (Supika) Spica                                      | Sconosciuta                     | Nessuna       |
| Virnam                 | スパルタン (Suparutan) Spartan                             | Sonota Saint/Shisei Saint       | Nessuna       |

## Cavalieri di Asgard (God Warriors)
I Cavalieri di Asgard sono i guerrieri devoti al dio nordico Odino e obbedienti alla sacerdotessa Hilda di Polaris. L'intera saga di Asgard è un'invenzione degli autori televisivi: nel manga ve ne è traccia solo in un episodio speciale di venti pagine che vede Hyoga come protagonista. Ambientata dopo la saga del Santuario e prima di Poseidon.
A ciascuna delle sette armature corrisponde una delle sette stelle della costellazione dell'Orsa Maggiore, mentre alla sacerdotessa Ilda corrisponde la Stella Polare ("Polaris" in inglese). Inoltre ciascuno di essi porta incastonato nella propria armarura (God Robe) uno dei sette zaffiri di Odino.
| Nome nell'anime | Nome originale                                                            | Traduzione letterale               | Stella dell'Orsa Maggiore | Simbolo                    |
| --------------- | ------------------------------------------------------------------------- | ---------------------------------- | ------------------------- | -------------------------- |
| Orion           | α(アルファ)星ドゥベのジークフリート (α(Arufa)Hoshi Doube no Jīkufurīto)   | Siegfried della stella Alfa Dubhe  | Dubhe                     | Fáfnir                     |
| Artax           | β(ベータ)星メラクのハーゲン (β(Bēta)Hoshi Meraku no Hāgen)                | Hagen della stella Beta Merak      | Merak                     | Sleipnir                   |
| Thor            | γ(ガンマ)星フェクダのトール (γ(Ganma)Hoshi Fekuda no Tōru)                | Thor della stella Gamma Phecda     | Phecda                    | Miðgarðsormr               |
| Megres          | δ(デルタ)星メグレスのアルベリッヒ (δ(Deruta)Hoshi Meguresu no Aruberihhi) | Alberich della stella Delta Megrez | Megrez                    | Ametista                   |
| Luxor           | ε(イプシロン)星アリオトのフェンリル (ε(Ipushiron)Hoshi Arioto no Fenriru) | Fenrir della stella Epsilon Alioth | Alioth                    | Fenrir                     |
| Mizar           | ζ(ゼータ)星ミザールのシド (ζ(Zēta)Mizāru no Shido)                        | Syd della stella Theta Mizar       | Mizar                     | Tigre dai denti a sciabola |
| Mime            | η(エータ)星ベネトナーシュのミーメ (η(Ēta)Benetonāshu no Mīme)             | Mime della stella Eta Benetnasch   | Alkaid                    | Arpa                       |

## Cavalieri di Nettuno (Guerrieri dei mari)

### Generali degli abissi (Generali dei mari)
I Generali degli abissi o Cavalieri di Poseidon sono i guerrieri più forti del dio Poseidon. Le loro armature si ispirano a mostri marini sia della mitologia greca sia da quella nordica.
| Nome nell'anime          | Nome nel manga      | Nome originale                                              | Traduzione letterale     | Colonna presieduta              |
| ------------------------ | ------------------- | ----------------------------------------------------------- | ------------------------ | ------------------------------- |
| Cavallo del mare         | Baian di Sea Horse  | 海馬(シーホース)のバイアン (Kaiba (shī hōsu) no Baian)      | Baian del Cavallo Marino | Oceano Pacifico settentrionale  |
| Kira                     | Io di Scilla        | スキュラのイオ(Sukyura no Io)                               | Io di Scilla             | Oceano Pacifico meridionale     |
| Crisaore                 | Krishna di Crisaore | クリュサオルのクリシュナ (Kuryusaoru no Kurishuna)          | Krishna di Crisaore      | Oceano Indiano                  |
| Lemuri                   | Kaysa di Lymnades   | リュムナデスのカーサ (Ryumunadesu no Kāsa)                  | Kaysa della Limniade     | Oceano Antartico                |
| Abadir                   | Isaac di Kraken     | クラーケンのアイザック (Kurāken no Aizakku)                 | Isaac del Kraken         | Mare Glaciale Artico            |
| Sirya                    | Sorrento di Siren   | 海魔女(セイレーン)のソレント (Umi majo (seirēn) no Sorento) | Sorrento della Sirena    | Oceano Atlantico meridionale    |
| Dragone del mare (Kanon) | Kanon di Sea Dragon | 海龍(シードラゴン)のカノン (Umi ryū (shī doragon) no Kanon) | Kanon del Dragone marino | Oceano Atlantico settentrionale |

### Cavalieri sirena
I guerrieri di Poseidon sono i guerrieri del dio del mare. Prevalentemente sono composti da soldati semplici dotati di armature squamate. Oltre a loro c'è dato conoscere un guerriero a loro superiore con la corazza a forma di sirenetta. Non ci è dato sapere se ne esistano degli altri.
| Nome nell'anime | Nome nel manga   | Nome originale                                                 | Traduzione letterale   |
| --------------- | ---------------- | -------------------------------------------------------------- | ---------------------- |
| Titis           | Tetis di Mermaid | 人魚姫(マーメイド)のテティス (Ningyo hime (māmeido) no Tetisu) | Tetide della Sirenetta |

## Specter di Ade
Gli Specter sono i guerrieri devoti al dio Ade dalla forza simile a quella dei Cavalieri di Atena. Le loro armature corrispondono ciascuna a una delle centootto stelle malefiche della religione buddista corrispondenti ai desideri negativi degli uomini.

### Sacerdotesse di Ade
Hypnos, Thanatos e Pandora sono tre personaggi del manga classico di Saint Seiya serie di Hades e della serie di OAV a esso dedicata. Hypnos e Thanatos sono due dei gemelli; Pandora è la sacerdotessa di Hades.
| Nome nell'anime | Nome nel manga | Nome originale     | Note                |
| --------------- | -------------- | ------------------ | ------------------- |
| Pandora         | Pandora        | パンドラ (Pandora) | Sacerdotessa di Ade |

### Giganti degli inferi
I Giganti degli inferi ("Giganti del mondo dei morti" nel manga) sono i tre guerrieri più forti di Hades e il loro potere pare essere persino superiore a quello dei Cavalieri d'oro. Sono tra i pochi Specter ammessi al cospetto di Hades e tra loro c'è un rapporto di rivalità e competizione che li porta spesso a ostacolarsi a vicenda. Tutti gli altri Specter sono suddivisi equamente sotto il loro comando e la loro autorità è rispettata da tutto l'esercito di Hades forse sia per riverenza che per timore della loro potenza superiore.
| Nome nell'anime | Nome nel manga       | Nome originale                                                     | Traduzione letterale    | Stella                                  |
| --------------- | -------------------- | ------------------------------------------------------------------ | ----------------------- | --------------------------------------- |
| Eaco            | Aiacos di Garuda     | 天雄星ガルーダのアイアコス (Tenyū sei garūda no Aiakosu)           | Eaco del Garuḍa         | Tenyo Sei (Stella del Cielo degli Eroi) |
| Minosse         | Minos di Grifon      | 天貴星グリフォンのミーノス (Tenki sei gurifon no Mīnosu)           | Minosse del Grifone     | Tenki Sei (Stella del Cielo Nobile)     |
| Rhadamante      | Radamantis di Wyvern | 天猛星ワイバーンのラダマンティス (Tenmō sei waibān no Radamantisu) | Radamanto della Viverna | Tenmo Sei (Stella del Cielo Furioso)    |

### Guardiani dei Nove Cerchi Infernali
Sono i guerrieri di Hades che solitamente si collocano nelle posizioni più elevate. Hanno compiti importanti come difendere una delle nove prigioni o fare da scorta ad Hades, a Pandora o a uno dei tre giganti.
Le Prigioni Infernali sono ispirate ai nove Cerchi dell'Inferno di Dante Alighieri, ma con alcune differenze (per esempio non esiste il Limbo ma solo il tribunale delle anime dei defunti). Sebbene venga esplicitamente detto che le prigioni sono otto, soltanto cinque guardiani compaiono nel manga.
| Prigione                | Nome nell'anime | Nome nel manga         | Nome originale                                                            | Traduzione letterale    | Stella                                       |
| ----------------------- | --------------- | ---------------------- | ------------------------------------------------------------------------- | ----------------------- | -------------------------------------------- |
| 1. Tribunale            | Lune            | Rune di Balron         | 天英星バルロンのルネ (Tenei sei baruron no Rune)                          | René del Balrog         | Ten-ei Sei (Stella del Cielo Eccellente)     |
| 2. Lussuriosi           |                 |                        | (ignoto)                                                                  |                         |                                              |
| 3. Golosi               | Pharao          | Pharao della Sfinge    | 天獣星スフィンクスのファラオ (Tenjū sei sufinkusu no Farao)               | Pharaoh della Sfinge    | Ten-jyu Sei (Stella del Cielo degli Animali) |
| 4. Avari e prodighi     | Rock            | Rock di Golem          | 天角星ゴーレムのロック (Tenkaku sei gōremu no Rokku)                      | Rock del Golem          | Ten-kaku Sei (Stella del Cielo ad Angolo)    |
| 5. Iracondi e accidiosi | Flegià          | Flegià di Lycaon       | 天罪星リュカオンのフレギアス (Tenzai sei ryukaon no Furegiasu)            | Flegias del Licaone     | Ten-zai Sei (Stella del Cielo del Crimine)   |
| 6. Eretici              | -               | Stand di Deadly Beetle | 天醜星デッドリービートルのスタンド (Tenshū sei deddorī bītoru no Sutando) | Stand dello Scarafaggio | Ten-shu Sei (Stella del Cielo Tempestoso)    |
| 7. Violenti             |                 |                        | (ignoto)                                                                  |                         |                                              |
| 8. Fraudolenti          |                 |                        | (ignoto)                                                                  |                         |                                              |
| 9. Traditori            |                 |                        | (ignoto)                                                                  |                         |                                              |

### Specter delle Stelle Malefiche del Cielo
Sono i guerrieri di Hades che solitamente si collocano nelle posizioni più elevate. Hanno compiti importanti come difendere una delle nove prigioni o fare da scorta ad Hades, a Pandora o a uno dei tre giganti.
| Nome nell'anime | Nome nel manga        | Nome originale                                                      | Traduzione letterale   | Stella                                     |
| --------------- | --------------------- | ------------------------------------------------------------------- | ---------------------- | ------------------------------------------ |
| Caronte         | Caron di Acheronte    | 天間星アケローンのカロン (Tenkan sei akerōn no Karon)               | Caronte dell'Acheronte | Ten-kan Sei (Stella del Cielo di Mezzo)    |
| -               | Gordon di Minotaurus  | 天牢星ミノタウロスのゴードン (Tenrō sei minotaurosu no Gōdon)       | Gordon del Minotauro   | Ten-ro Sei (Stella del Cielo Prigioniero)  |
| Ivan            | Ivan di Troll         | 天敗星トロルのイワン (Tenpai sei tororu no Iwan)                    | Ivan del Troll         | Ten-pai Sei (Stella del Cielo Perdente)    |
| -               | Queen di Alraune      | 天魔星アルラウネのクィーン (Tenma sei aruraune no Kuīn)             | Queen della Mandragola | Ten-ma Sei (Stella del Cielo Demoniaco)    |
| -               | Shilfield di Basilisk | 天捷星バジリスクのシルフィード (Tenshō sei bajirisuku no Shirufīdo) | Silfide del Basilisco  | Ten-sho Sei (Stella del Cielo Agile)       |
| Valentine       | Valentine di Harpy    | 天哭星ハーピーのバレンタイン (Tenkokusei hāpī no Barentain)         | Valentine dell'Arpia   | Ten-koku Sei (Stella del Cielo del Pianto) |

### Specter delle Stelle Malefiche della Terra
Sono i guerrieri di Hades che solitamente occupano i ranghi più bassi e hanno ruoli quasi sempre di semplici truppe da combattimento.
| Nome nell'anime | Nome nel manga    | Nome originale                                                  | Traduzione letterale   | Stella                                      |
| --------------- | ----------------- | --------------------------------------------------------------- | ---------------------- | ------------------------------------------- |
| Niobe           | Niobe di Deep     | 地暗星ディープのニオベ (Chian sei dīpu no Niobe)                | Niobe della Profondità | Chian Sei (Stella della Terra Oscura)       |
| Papillon        | Myu di Papillon   | 地妖星パピヨンのミュー (Chiyō sei papiyon no Myū)               | Myu della Farfalla     | Chiyo Sei (Stella della Terra Misteriosa)   |
| Raimi           | Laimi di Worm     | 地伏星ワームのライミ (Chifuku sei wāmu no Raimi)                | Laimi del Verme        | Chifuku Sei (Stella della Terra Latente)    |
| Giganto         | Gigant di Cyclops | 地暴星サイクロプスのギガント (Chibō sei saikuropusu no Giganto) | Gigant del Ciclope     | Chibo Sei (Stella della Terra Atroce)       |
| Cube            | Cube di Durahan   | 地隠星デュラハンのキューブ (Chiin sei deyurahan no Kyūbu)       | Cube del Decapitato    | Chiin Sei (Stella della Terra Buia)         |
| Mil             | Miles di Elf      | 地劣星エルフのミルズ (Chiretsu sei Erufu no miruzu)             | Miles dell'Elfo        | Chiretsu Sei (Stella della Terra Inferiore) |
| Ox              | Ox di Gorgon      | 地走星ゴーゴンのオクス (Chisōsei gōgon no Okusu)                | Ox della Gorgone       | Chiso Sei (Stella della Terra Corsara)      |
| Zelos           | Zellos di Frog    | 地奇星フログのゼーロス (Chikisei furogu no Zērosu)              | Zellos della Rana      | Chiki Sei (Stella della Terra Sinistra)     |

### Altri seguaci di Ade (Spectre minori, soldati)
Compaiono nel manga e anime anche altri trenta Spectre di Ade ma come personaggi minori, inoltre appaiono i soldati semplici Skeleton sono la casta più bassa dei guerrieri del dio Hades; ne è noto un solo rappresentante.
| Nome nell'anime | Nome nel manga | Nome originale                                          | Note                                                       |
| --------------- | -------------- | ------------------------------------------------------- | ---------------------------------------------------------- |
| Markin          | Marchino       | 雑兵スケルトンのマルキーノ(Zōhyō Sukeruton no Marukīno) | Soldato semplice (Skeleton) e guardia della Prima Prigione |

## Altri guerrieri

### Cavalieri neri (Black Saint)
I Cavalieri neri sono cavalieri che hanno abbandonato la via della giustizia di Atena e combattono unicamente per soddisfare i propri desideri personali.
| Nome nell'anime    | Nome nel manga  | Nome originale                                 | Costellazione                   |
| ------------------ | --------------- | ---------------------------------------------- | ------------------------------- |
| Phoenix Nero       | Black Phoenix   | 暗黒鳳凰星座 (Ankoku hōō seiza)                | Fenice                          |
| Cigno Nero         | Black Swan      | 暗黒白鳥星座 (Ankoku shiratori seiza)          | Cigno                           |
| Andromeda Nero     | Black Andromeda | 暗黒アンドロメダ星座 (Ankoku andoromeda seiza) | Andromeda                       |
| Pegasus Nero       | Black Pegasus   | 暗黒天馬星座 (Ankoku tenba seiza)              | Pegaso                          |
| Dragone Nero       | Black Dragon    | 暗黒龍星座 (Ankoku ryū seiza)                  | Dragone                         |
| -                  | Drago nascosto  | 伏龙 (Fukuryu)                                 | Drago, fratello di Dragone Nero |
| Maestro di Phoenix | Guilty          | ギルティー (Giruti)                            | sconosciuta                     |
| Jango              | Jango           | ジャンゴ (Jango)                               | sconosciuta                     |

### Cavalieri di Morgana (Ghost Saint)
I Ghost Saint (幽霊聖闘士?, Ghost Saints), o Cavalieri di Morgana nell'adattamento italiano dell'anime e che appaiono solo in quest'ultimo, sono tre guerrieri che erano stati esiliati dal precedente Grande Sacerdote insieme alla loro Regina su un'isola dei Caraibi, ma vengono richiamati dal nuovo Grande Sacerdote (Arles) per sconfiggere i Cavalieri di bronzo. Appaiono solamente nella serie animata (episodi 18 e 19) e si tratta di Sonota Saint, cioè Saint senza costellazioni.

### Cavalieri d'acciaio (Steel Saints)
I Cavalieri d'acciaio (鋼鉄聖闘士?, Steel Saints) compaiono solo nella versione animata dell'opera. Sono ragazzi che non sono stati addestrati come veri Cavalieri e non possiedono dei Cloth, ma indossano delle armature tecnologiche che permettono loro di aumentare la loro potenza e velocità al punto di competere con altri Cavalieri di Atena. La loro ideazione è opera di Mitsumasa Kido, che aveva deciso di creare alcuni Cavalieri in appoggio ai Cavalieri di bronzo, e del professor Asamori, che aveva avuto l'incarico da Kido di creare delle armature per questi guerrieri. Le armature furono completate solo dopo la morte di Mitsumasa e vennero indossate dai tre ragazzini addestrati dallo stesso Asamori:
- Daichi (大地?, Daichi), Cavaliere della terra. Benam nell'adattamento italiano dell'anime: doppiato da Mie Suzuki nella versione giapponese e da Davide Garbolino in quella italiana.
- Ushio (潮?, Ushio), Cavaliere del mare. Lear nell'adattamento italiano dell'anime: doppiato da Hōchū Ōtsuka nella versione giapponese e da Paolo Torrisi in quella italiana. Durante lo scontro con Spartan, Ushio ha dimostrato che può agire telepaticamente tramite l'elmo della sua armatura.
- Sho (翔?, Sho), Cavaliere del cielo. Shadir nell'adattamento italiano dell'anime: doppiato da Shigeru Nakahara nella versione giapponese e da Felice Invernici e Davide Garbolino (solo ep. 40) in quella italiana. Da quanto riportato nell'Outer Saint File Sho possiede un attacco chiamato Energy Ha (Onda d'Energia), che viene mostrato nell'episodio 26 ma non viene chiamato prima di essere lanciato. Questa tecnica assorbe l'energia del colpo dell'avversario attraverso l'armatura, e la trasforma in un raggio luminoso che scaglia contro l'avversario.

Le loro armature, quando non indossate, hanno la forma di utili mezzi di trasporto; stando a quanto riportato nell'Outer Saint File, le armature dei Cavalieri d'Acciaio, oltre ad essere associate al cielo, alla terra e al mare, rappresentano le costellazioni della Volpetta, per Daichi, del Pesce Spada per Ushio e del Tucano per Sho. Oltre ai colpi personali, i tre ragazzi possiedono un attacco di gruppo chiamato Steel Hurricane con il quale, correndo tutti insieme ad alta velocità in senso rotatorio, creano un grande tornado con il quale, per esempio, riescono a spengere l'incendio al colosseo causato da Babel.
I tre Cavalieri d'Acciaio intervengono la prima volta in aiuto dei Cavalieri di bronzo nei combattimenti contro i Cavalieri d'argento, in particolare aiutando Hyoga contro Babel e successivamente Shiryu contro Argor. Dopo questa battaglia i Cavalieri di bronzo visitano il centro di ricerche del professor Asamori a Tokyo, venendo a conoscenza della storia e delle caratteristiche dei Cavalieri d'Acciaio. I tre ragazzi compaiono per l'ultima volta prima della partenza dei Cavalieri di bronzo per il Santuario, per poi scomparire dalla trama assieme a June la quale era stata affidata, priva di sensi, alle loro cure. Sho, Ushio e Daichi appaiono anche nel finale di Saint Seiya Omega, ambientato oltre quindici anni dopo la serie classica, insieme ai quali sono presenti una decina di nuovi Steel Saint muniti di tecnologiche Steel Cloth, al servizio di Saori.

### Blue Warriors
I Blue Warriors sono una stirpe di guerrieri che vivono in una città vicina al Polo Nord chiamata Blue Grado. Appaiono solamente nel manga, nella storia Natassia del paese di ghiaccio (The Cygnus Story), e si sa il nome solamente del loro capo, Alexer (Aleksej).
Un giorno cercano di convincere Hyoga a passare dalla loro parte per sconfiggere Atena ed estendere il loro dominio ai territori meridionali. Hyoga attacca con il Diamond Dust il loro principe Alexer (capo dei Blue Warriors), la tecnica però si rivela inefficace contro di lui e Hyoga viene fatto prigioniero dopo essere stato colpito dalla tecnica di Alexer il Blue Impulse, che è simile ma più potente della Diamond Dust. Successivamente Jacob, un ragazzino amico di Hyoga, riesce a passargli attraverso le sbarre della cella l'armatura del Cigno. Hyoga riesce così a liberarsi e a sconfiggere i Blue Warriors, tra cui anche Alexer, che però non viene ucciso. Alexer, pentito per avere ucciso suo padre e avere cercato di conquistare con la forza altri territori, decide di vivere in pace con la sorella Natassia.
- Alexer (Aleksej) è il leader della casta dei Blue Warriors. Il suo aspetto fisico è da ispirazione al personaggio di Freyr che compare nel secondo film L'ardente scontro degli dei[21]. Kurumada non ha mai rivelato il materiale di cui è composta l'armatura di Alexer e neanche la costellazione di appartenenza. In un'immagine a colore pubblicata sull'artbook Cosmo Special si vede che l'armatura di Alexer è di colore blu scuro[22]. La forza di Alexer è elevata, infatti lo stesso Hyoga è sorpreso dall'inefficacia della sua aria congelatore contro Alexer. La sua tecnica d'attacco è il Blue Impulse: Alexer con una mano crea una violenta corrente di aria ghiacciata che travolge l'avversario[23].
- 3 Blue Warrior, sono tre guerrieri che aiutano Alexer durante la storia e che indossano armature di cui non è stata rivelata la costellazione di appartenenza. Viene detto che essendo uomini che vivono costantemente in una regione fredda le tecniche congelati hanno meno effetto su di loro. Verranno sconfitti da Hyoga.[24]

## Altri personaggi
Sono qui riportati i personaggi che non sono guerrieri.

### Mitsumasa Kido
Mitsumasa Kido (城戸光政,?, Kido Mitsumasa), Alman di Thule nell'adattamento italiano dell'anime, doppiato da Kohei Miyauchi (originale) e da Enrico Carabelli e Natale Ciravolo (in italiano). È il nonno adottivo di Saori Kido, e nel manga è anche il padre naturale dei cinque protagonisti e dei Cavalieri di bronzo minori (Jabu, Ichi, Geki, Ban e Nachi), nonché di tutti gli altri 90 orfani, mandati in giro per il mondo per diventare Cavalieri.
Mitsumasa è un milionario, fondatore e proprietario della "Fondazione Thule" (in originale Fondazione Grado) e risiedente a Nuova Luxor (Tokyo in originale) che detiene (nella versione italiana) il titolo di Duca. Come specificato nel manga, la Fondazione Grado è una delle fondazioni più ricche di tutto l'oriente. Un giorno, durante un viaggio ad Atene, incontrò Aiolos che in punto di morte gli affidò una neonata chiedendogli di proteggerla in quanto reincarnazione della dea Atena, insieme allo scrigno contenente la sua armatura d'oro. La chiamò Saori e la trattò come sua nipote adottiva; affidò quindi al professor Asamori (solo nell'anime) il compito di costruire delle armature meccaniche, in caso di necessità (erano le armature per i futuri Cavalieri d'acciaio), per proteggere Saori. Venuto poi a conoscenza dell'esistenza dei Cavalieri di Atena e delle armature sparse in giro per il mondo, raccolse un gran numero di orfani nel collegio Figli delle Stelle (St. Charles nell'adattamento italiano dell'anime) di Tokyo e successivamente nella sua villa per addestrarli fisicamente. In quell'occasione fece rapire Seika, sorella di uno degli orfani, Seiya, per convincerlo con la forza ad accettare l'addestramento. Successivamente spedì i bambini in giro per il mondo nei luoghi di addestramento per diventare Cavalieri e proteggere così Atena in futuro. Una volta che i ragazzi ebbero conquistato le armature, Mitsumasa decise di organizzare un grande torneo fra di loro, la Guerra Galattica (Galaxian Wars), da combattersi nel Colosseo Grado. Raccontò poi la storia dei Cavalieri a Saori, senza però rivelarle la sua vera natura di reincarnazione della dea Atena (questo nell'anime, nel manga rivela a Saori la verità in punto di morte). Un anno dopo morì, prima dell'inizio del torneo, ma il suo spirito è comparso successivamente a Saori per guidarla nelle sue azioni e spiegarle il senso di alcune situazioni.
Nel manga si scopre che tutti e cento gli orfani andati in giro per il mondo al fine di diventare Cavalieri altro non sono che cento figli maschi avuti da Kido con donne diverse (tra cui Natassia, madre di Hyoga e la madre di Ikki e Shun, il cui nome è sconosciuto). Questo ha accresciuto maggiormente l'odio che i protagonisti provavano già nei confronti dell'uomo che aveva fatto subire loro sei anni di esperienze infernali che avevano portato alla morte la maggior parte di loro. A loro insaputa, però, Mitsumasa ha sofferto molto al pensiero di dovere sacrificare (e successivamente di avere sacrificato) i suoi figli ad Atena e di avere fatto nascere in loro un sentimento di odio nei suoi confronti. Saori spiega che questa scelta è stata fatta perché era ciò che il destino aveva in serbo per Mitsumasa.

### Cassios
Cassios (カシオス?, Kashiosu), doppiato da Banjō Ginga (originale) e da Tony Fuochi, Marco Pagani e Maurizio Scattorin (in italiano). È un apprendista Cavaliere che ha combattuto contro Seiya per aggiudicarsi l'armatura di Pegaso.
Cassios è il primo avversario di Seiya nella serie. Entrambi apprendisti Cavalieri al Santuario, Seiya è stato allenato da Marin mentre Cassios da Shaina, e ha dimostrato durante gli allenamenti di essere sempre più forte fisicamente di tutti gli altri allievi. Nel manga viene rivelato che Cassios aveva una forza tale da tagliare la testa ai suoi avversari con un solo colpo.
Durante lo scontro decisivo per aggiudicarsi l'armatura di bronzo di Pegaso, però, Seiya riesce a esplodere il suo cosmo e a sconfiggere Cassios, prima staccandogli l'orecchio sinistro e poi scatenandogli contro il Pegasus Ryuseiken. Successivamente, durante la corsa alle Dodici Case, impedisce a Shaina di accorrere in aiuto di Seiya contro Aioria (manipolato dal Grande Sacerdote). Il suo amore per lei infatti lo spinge a sacrificarsi al suo posto e così la stordisce con un pugno per recarsi lui stesso alla Quinta Casa. Al cospetto del Cavaliere d'oro cerca dapprima di farlo rinsavire e poi viene ucciso con il colpo Lightning Bolt cercando di proteggere Seiya il quale, infuriato, manda al tappeto il nemico (nel manga invece Cassios si suicida davanti a Aioria trafiggendosi lo stomaco con i pugni). In questo modo Aioria si libera dall'influsso di Arles e insieme a Seiya piange il valore di Cassios, sacrificatosi per la sua amata e per la dea Atena.

### Shunrei
Shunrei (春麗?, Shunrei), nell'adattamento italiano dell'anime Fiore di Luna, doppiata da Yumiko Shibata Eriko Satō e Ai Bandō (originale) e da Anna Bonel, Emanuela Pacotto e Domitilla D'Amico (in italiano).
Shunrei è un'orfana abbandonata dai genitori ai Cinque Picchi e cresciuta successivamente dal Maestro dei Cinque Picchi (Dohko) che la fa vivere con sé. A sua volta, cresciuta, Shunrei si prende cura dell'anziano maestro aiutandolo nelle difficoltà della vecchiaia e svolgendo mansioni di casa. È già con il maestro, come si viene a sapere in un flashback di Shiryu durante lo scontro con Deathmask, quando Shiryu giunge in Cina ancora bambino per iniziare l'addestramento. È lo stesso Dokho a presentargliela auspicando tra loro una buona amicizia mentre la ragazzina si nasconde ridendo dietro un albero. Stando a quanto dice Shiryu, Shunrei si rivela presto una compagna molto importante, che lo sostiene e aiuta per tutto l'addestramento fino alla prova finale. Nella saga fa la sua prima apparizione alla Galaxian War, dove dice improvvisamente a Shiryu impegnato sul ring che il maestro è gravemente malato. Dopo lo scontro dove Shiryu rischia di morire, prega incessantemente Seiya, anch'egli gravemente ferito e in barella, di salvare Shiryu nonostante i medici cerchino di allontanarla, riuscendo nel suo intento e facendo alzare il cavaliere. Successivamente ritorna con il Cavaliere del Dragone in Cina poco prima lo scontro con i Cavalieri neri, dove si scopre che Shunrei aveva detto che il maestro era malato sotto tassativo ordine di quest'ultimo per testare l'autocontrollo di Shiryu. Ricompare dopo che Shiryu ha perso la vista e lo assiste in maniera amorevole e premurosa per tutta la sua convalescenza, soffrendo per lui in maniera evidente. Durante questo periodo (solo nell'anime), viene salvata mentre fa il bagno nuda nel fiume in Cina dal nemico di Shiryu, Ohko, che la riveste ed è fondamentale nel salvare Shiryu dalla furia di quest'ultimo perché risvegliandosi urla di cessare il combattimento essendo Shiryu cieco, invito che Ohko raccoglie. L'intervento più importante di Shunrei avviene durante lo scontro alle 12 case tra Shiryu e Deathmask: presagendo un pericolo per il suo amato, Shunrei inizia a pregare davanti alla cascata dei Cinque Picchi incessantemente. Quest'azione infastidisce più volte Deathmask, che basa i suoi colpi sull'oblio, sulla morte e sul limbo. Oltre a infastidire il cavaliere d'oro, riesce a farsi sentire anche da Shiryu che trae più volte forza dalle sue preghiere. Deathmask, più per ripicca che per effettiva necessità, getta la ragazza nella cascata, condannandola a morte e provocando la furiosa reazione di Shiryu, che comincerà, da quel momento, ad acquisire il settimo senso, finendo per sconfiggere il terribile rivale. Shunrei sarà in ogni caso salvata dalla caduta dall'intervento del Maestro dei Cinque Picchi. Successivamente fa delle comparse più brevi: è molto preoccupata per la sorte di Shiryu quando quest'ultimo è nello Yomotsu Hirasaka, quando utilizza il Rozan Koryuha, e quando Shiryu se ne va per andare ad affrontare Poseidon.
Nella serie di Hades non riesce a impedire a Shiryu di andare al Santuario. Verrà mostrata mentre prega per tutta l'avventura del Cavaliere, per poi sorridere di gioia quando vede l'eclissi sparire e il sole tornare, a indicare la vittoria di Shiryu e dei suoi compagni.
Nel manga seguito della serie classica Next Dimension, ambientato poco dopo la saga di Hades, Shunrei e Shiryu hanno adottato un bambino orfano di nome Shoryu e vivono insieme ai cinque picchi.

### Kiki
Kiki (貴鬼, Kiki) è l'allievo di Mu (e suo fratello nell'adattamento italiano).

### Hilda di Polaris
Hilda di Polaris (ポラリスのヒルダ?, Poraris no Hiruda), compare nella saga di Asgard dell'anime, doppiata da Mitsuko Horie nella versione giapponese e Donatella Fanfani (ep. 74-101) e Roberta Gallina Laurenti (ep. 102) in quella italiana. È la sacerdotessa del dio Odino, massima autorità ad Asgard e al capo dei Cavalieri di Asgard. È guidata dalla Stella Polare, nell'anime denominata Polaris, da cui Hilda prende il nome. Il nome di Hilda è collegato alla valchiria Brunilde di cui può essere diminutivo.(sulla mappa astronomica celeste, nella costellazione di Ursa Minor, l'orsa minore, la cui coda indica il Nord e dalle cui stelle sono ricavati alcuni nomi della versione italiana quali Mizard e Alcor; le ultime due stelle si chiamano appunto Polaris, la stella polare e quella precedente ha nome Hildus. Da qui Hildus Polaris semplicemente come le due ultime stelle delle sette che compongono l'Orsa Minore lette di seguito, nell'ascesa verso Odino; oppure per rispettare il senso di celebrante di Odino, sacerdotessa, Hilda di Polaris nel senso di Hildus che precede e sta poco prima e di poco al di sotto di Polaris. In questo senso Polaris verrebbe a rappresentare Odino stesso di cui Hildus traslitterato al femminile in Hilda, nome nordico realmente esistente e comune, è araldo, rappresentante e celebrante)
Conosciuta dai suoi sudditi di Asgard e dai suoi Cavalieri per la sua bontà e la sua equità, un giorno viene posseduta dall'anello del Nibelungo (controllato da Poseidon) e, diventata malvagia, richiama i suoi Cavalieri per estendere il suo dominio sulle terre calde. Dopo che i suoi Cavalieri di Asgard sono stati sconfitti, Hilda stessa è affrontata da Seiya (munito di Sacra Armatura di Odino e spada Balmung) e risvegliata dall'influsso malefico di Poseidon, salvando infine Atena (Saori) elevando una preghiera a Odino per mezzo della quale tutti i ghiacci del Nord (che si stavano sciogliendo causando diversi disastri) vengono ripristinati.
Hilda possiede diversi poteri. Può impedire lo scioglimento dei ghiacci di Asgard tramite la preghiera al dio Odino, guarire le ferite grazie al suo cosmo e ad ammansire gli animali feroci (come fa con i lupi di Fenrir). Può portare alla luce le armature del nord nascoste nel territorio di Asgard. Come poteri offensivi Ilda dà prova di potere sferrare attacchi energetici (raggi, scariche o addirittura sfere di energia) tramite l'anello o la sua lancia (che usa anche come scettro). Sempre sotto l'effetto del monile si dimostra anche in grado di congelare i fiori solo con il pensiero.

### Mylock
Tokumaru Tatsumi, nell'adattamento italiano dell'anime Mylock, doppiato da Kazuyuki Sogabe e Yukitoshi Hori (originale) e da Sante Calogero (ep. 1-74), Maurizio Scattorin (ep. 25), Pietro Ubaldi (ep. 100) ed Enrico Bertorelli (Hades).
Era uno dei più fidati collaboratori di Mitsumasa Kido e l'ha aiutato nella riunione dei 100 bambini destinati a diventare Cavalieri. È stato anche il loro istruttore, trattandoli con grande severità, arrivando addirittura alle punizioni corporali. Fisicamente è pelato, robusto e dalla carnagione scura; di carattere burbero, è molto affezionato a Saori fin da quando era piccola in quanto erede di Mitsumasa. Questi elementi, uniti al suo carattere autoritario, l'hanno portato a essere una persona molto odiata dai cavalieri, in modo particolare da Ikki, che punì severamente per avere tentato di scappare prima di partire per l'Isola Death Queen.
Appare anche nella serie di Hades mentre tenta di impedire a Shun di partire per la Grecia. Nel manga arriva semplicemente in camera del ragazzo spiegandogli perché non può andare per via dell'ordine di Saori, mentre nella serie animata lo affronta sulla soglia della villa in tenuta da kendo.
Successivamente lo si rivede in Omega sempre nel ruolo di maggiordomo di Saori, palesemente invecchiato tenta di difendere Saori attaccando Mars con la sua spada da kendo ma viene fermato da Shaina, successivamente porta Koga fuori dall'isola per cercare Saori.
Nel manga classico di Saint Seiya Tatsumi rivela che egli è un praticante di Kendo al 3º Dan.

### Patricia
Seika (星華?, Seika), nell'adattamento italiano dell'anime Patricia, doppiata da Yuriko Yamamoto e Satsuki Yukino (originale) e Marina Massironi (in italiano). È la sorella maggiore di Seiya, da cui è stato portato via quand'era molto piccolo perché il fratellino fu adottato dalla Fondazione Grado per farne un Saint. Inizialmente, Seiya voleva diventare Cavaliere perché la Fondazione gli aveva promesso che, se lo fosse diventato, gli avrebbe ridato la sorella orfana, poi scomparsa misteriosamente. Il ragazzo diventa quindi Cavaliere di Pegaso per tornare dalla sorella, ma lei è scappata nel periodo del suo apprendistato ad Atene, per cercarlo. Seiya decide quindi di partecipare alla Guerra Galattica (Galaxian Wars) per farsi notare dalla sorella, ovunque fosse nel mondo, e farle capire che era vivo e stava bene. Successivamente, Seiya accantona la priorità di ritrovare la sorella per affrontare la miriade di sfide che il fato gli metterà davanti e proteggere Atena, credendo però vagamente che la sua maestra Marin possa essere sua sorella, in quanto affermato dallo stesso Asterion prima del loro scontro. Anche Kaysa, nella saga di Poseidon, accentua i sospetti del Cavaliere, ingannandolo, si trasforma infatti in Marin, per poi fargli credere di essere proprio sua sorella Seika. Seika verrà ritrovata verso la fine della saga di Hades quando, mentre Seiya e compagni si trovano nei Campi Elisi. Marin arriva al Santuario di Atene con una ragazza, proprio Seika, che aveva cercato personalmente nella zona circostante. La ragazza infatti, aveva perso la memoria subito dopo essere giunta in Grecia, seguendo le tracce del fratello, cadendo in un burrone. Era poi stata accudita da un contadino locale finché Marin non l'ebbe ritrovata. Dopo avere ritrovato la memoria grazie a un grido lanciatole da Seiya attraverso lo spazio-tempo sarà proprio grazie alle sue preghiere che l'armatura di Pegaso, grazie al sangue di Atena, si trasformerà in una God Cloth che gli permetterà di vincere il Dio della Morte, Thanatos.

### Altri
- Cerbero (地獄の番犬 ケルベロス, Jigoku no Banken Keruberosu): cane a tre teste a guardia della seconda prigione negli inferi.
- Ohko (王虎?, Ohko), Demetrios nell'adattamento italiano dell'anime, doppiato da Kazuhiko Inoue (originale) e da Massimiliano Lotti e Davide Garbolino[49] (in italiano). È un vecchio compagno d'addestramento di Shiryu, con cui ha una forte rivalità. Il suo simbolo è infatti la tigre, bestia avversaria del drago (simbolo di Shiryu) nella tradizione cinese. Compare soltanto nella serie animata. Shingō Araki disegnò l'aspetto del personaggio. Lo stesso Araki, inoltre, aveva disegnato anche l'intera famiglia di Ohko (madre, padre, fratello maggiore e sorella) in uno schizzo facente parte dei settei, o disegni preparatori, che sarebbe dovuta comparire in un flashback del personaggio. La famiglia di Ohko, però, non fu poi inclusa nell'anime.[50] Non si conosce molto riguardo alla vita di Ohko. La sua famiglia viene trucidata sotto i suoi occhi da alcuni malviventi e ciò lascia dentro Ohko, all'epoca solo un bambino, un segno indelebile nella sua mente. Il ragazzo, desideroso di vendetta e di aumentare la sua forza combattiva, decide di recarsi in Cina, ai Cinque Picchi, per potere diventare Cavaliere del Dragone. Qui viene allenato personalmente dal Maestro dei Cinque Picchi insieme a Shiryu, giunto in un secondo momento rispetto a lui. Nonostante durante il periodo di formazione da cavaliere dimostri spesso di essere il più forte e abile, il Maestro dei Cinque Picchi comincia dopo poco tempo a preferire Shiryu. Consapevole di questa situazione, Ohko diventa sempre più rabbioso e indisciplinato, non capendo che l'anziano maestro lo sta allontanando proprio paradossalmente perché non riesce a controllare l'ira dentro di lui. Alla fine Ohko lascia il luogo d'addestramento serbando odio e rancore verso Shiryu e il Maestro e vagando solitario per i vari villaggi innescando spesso risse nelle quali riversa il suo odio e la sua rabbia.[51] Anni dopo dal suo allontanamento, Ohko decide di tornare ai Cinque Picchi. In questa occasione, quasi per caso, salva Shunrei che rischiava di annegare nel fiume vicino alla cascata e, poco dopo, si imbatte in Shiryu, divenuto cieco dopo lo scontro con Argor, Cavaliere d'Argento della costellazione di Perseo. Ohko comincia inizialmente a malmenare Shiryu con veemenza e rabbia, fino a che Shunrei lo prega di smettere, facendogli notare che il suo avversario è cieco.[51] Per combattere alla pari e dimostrare definitivamente di essere il più forte e l'unico meritevole dell'armatura del Dragone, Ohko si benda gli occhi. È proprio nell'affrontare l'antico compagno di addestramento che Shiryu riesce a ritrovare se stesso e il suo smarrito spirito guerriero, l'unica via per trovare la vittoria. In punto di morte l'odio di Ohko per colui che gli aveva impedito di diventare cavaliere scompare, e resta l'affetto per colui che per lunghi anni era stato per lui un fratello.[52] La sua tecnica d'attacco è il Mōko Reppū Shiden Ken (猛虎烈風紫電拳?, Mōko Reppū Shiden Ken, lett. Colpo del Vortice Lampo della Tigre Furiosa): Ohko crea un vortice d'aria che scaglia l'avversario in aria, e a quel punto lo colpisce con le sue unghie, simili ad artigli affilati. Nella serie Omega si scopre che c'era un altro allievo di Dhoko, Gembu, che è diventato il successivo Cavaliere della Bilancia.
- Elene (エレーネ, Erēne): ragazza dell'Isola di Kanon. Compare solo nell'anime.
- Esmeralda: figlia del maestro di Ikki sull'Isola Death Queen. Viene uccisa per errore proprio da suo padre scatenando la rabbia di Ikki che dopo quel tragico evento diventa cavaliere di Phoenix.
- Euridice: fidanzata di Orpheo.
- Freya (フレア?, Freja), Flare nell'adattamento italiano dell'anime, doppiata da Maria Kawamura (originale) e Marina Massironi (in italiano). Il suo nome, Freya, è ispirato alla dea nordica della fertilità e della terra. Ragazza dal carattere dolce e determinato, Freya è la sorella minore di Hilda di Polaris, sacerdotessa di Odino e regina della città. Vivendo accanto alla sorella, Freya è la prima ad accorgersi del suo cambiamento dovuto all'anello del Nibelungo, difatti libera Hyoga dalla cella in cui era stato imprigionato ed è lei a chiedere aiuto ad Atena per fare tornare in sé sua sorella. È bene notare che quasi tutti i Cavalieri di Asgard non s'accorgono del cambiamento di Hilda e credono che Freya sia stata plagiata dai Cavalieri di Atena. A pensare ciò è soprattutto Hagen, suo amico d'infanzia, il quale crede che la colpa di ciò sia soprattutto di Hyoga, per cui nutre una profonda gelosia. Essendo nativa di Asgard, Freya possiede una buona conoscenza della storia della sua patria e dei cavalieri di Asgard che sarà utile più volte ai Cavalieri di Atena, come nello scontro con Syd e Bud.
- Gigars (ギガース, Gigāsu): consigliere di Arles. Dopo essere stato sconfitto da Phoenix sparisce dalla serie. Compare solo nell'anime.
- Jacob: bambino amico di Cristal.
- Miho (美穂, Miho), Lamia nell'adattamento italiano dell'anime: amica d'infanzia di Seiya e di sua sorella Seika. Lavora in un orfanotrofio dove ci sono diversi bambini, tra cui Akira (アキラ, Akira), Makoto (マコト, Makoto), Mimiko (ミミ子)[53] e Tatsuya (タツヤ), che appaiono solo nell'anime.
- Natassia: madre di Hyoga. Il suo nome non viene rivelato nell'anime ma solo nella storia speciale del manga Natassia nel paese di ghiaccio.
- Natassia: sorella di Alexer dei Blue Warriors.
- Phaeton (パエトン, Paeton): capo delle guardie del Santuario. Viene sconfitto da Shaina alla fine della serie. Compare solo nell'anime.
- Piotr: governatore di Bluegrado e padre di Natassia e Alexer.
- Prof. Asamori (Asamori hakase): ideatore delle armature dei Cavalieri d'acciaio. Compare solo nell'anime.
- Alcor (Zeta Bud): cavaliere di Hasgard, fratello gemello di Mizar